# Zeriassa spiralis
Zeriassa spiralis es una especie de arácnido  del orden Solifugae de la familia Solpugidae.

## Distribución geográfica
Se encuentra en la República del Congo.